# Dilma Rousseff
Dilma Vana Rousseff (n. 14 decembrie 1947, Belo Horizonte, Brazilia) este o politiciană braziliană, președintele în exercițiu al Braziliei din 1 ianuarie 2011. Ea a fost cel de-al 36-lea Președinte al Braziliei și prima femeie în această funcție.A fost realesă, în cel de-al doilea tur de scrutin, la 26 octombrie 2014, pentru un nou mandat de președinte al Braziliei. A fost suspendată din funcție la 12 mai 2016, pentru falsificarea conturilor publice. La data de 31 august 2016, a fost destituită de către Senatul Braziliei.

## Biografie
S-a născut la 14 decembrie 1947, la Belo Horizonte, fiind fiica unei braziliene, Dilma Coimbra Silva, și a unui emigrant bulgar, Pedro Rousseff (în bulgară Петър Русев [pɛtɤr rusɛf]), originar din Gabrovo, avocat, membru activ în mișcarea comunistă bulgară, care a trebuit să emigreze în Franța din motive politice, în 1929, unde a trăit până la sfârșitul celui de-al Doilea Război Mondial. După război, el s-a stabilit în Argentina, apoi, în sfârșit, în Brazilia, unde s-a căsătorit cu Dilma Coimbra Silva. 
Rousseff a fost crescută în clasa de mijloc superioară în Belo Horizonte. Ea a devenit socialistă în tinerețe, iar timpul loviturii de stat din 1964 devine extremistă de stânga a gherilelor urbane, luptând împotriva dictaturii militare. Rousseff a fost capturată și întemnițată între 1970-1974 și posibil torturată.
Membră a Partidului Muncitorilor, în portugheză Partido dos Trabalhadores, a fost numită, în 2005, Șefă a Cabinetului Președinției Republicii de către președintele Luiz Inácio Lula da Silva, devenind prima femeie care a asumat această funcție.
La al doilea tur de scrutin al alegerilor prezidențiale din octombrie 2010, s-a impus în fața contracandidatului său, José Serra, obținând 56% din voturi. A fost instalată în înalta funcție de Președinte al Braziliei, la 1 Ianuarie 2011, devenind prima femeie care a îndeplinit în Republica Federativă a Braziliei această funcție.
A fost realeasă, în al doilea tur de scrutin, la un scor strâns, în fața lui Aécio Neves, în 2014. Președinția sa a fost marcată de un declin al economiei braziliene și de scandaluri de corupție care a atins o mare parte din clasa politică.
Când a devenit președinta cea mai nepopulară din istoria recentă a Braziliei, Dilma Rousseff a făcut obiectul unei proceduri de destituire, pentru falsificarea conturilor publice. Senatul a suspendat-o din funcțiile sale la 12 mai 2016, cu 55 voturi și 22 contra, pentru 180 de zile. Vicepreședintele în exercițiu, Michel Temer, îndeplinește în această perioadă funcția de președinte. A fost destituită de către Senat, la 31 august 2016. La 1 septembrie 2016, avocatul Dilmei Rousseff a cerut un recurs la Curtea Supremă, contestând demiterea acesteia.

## Galerie de imagini

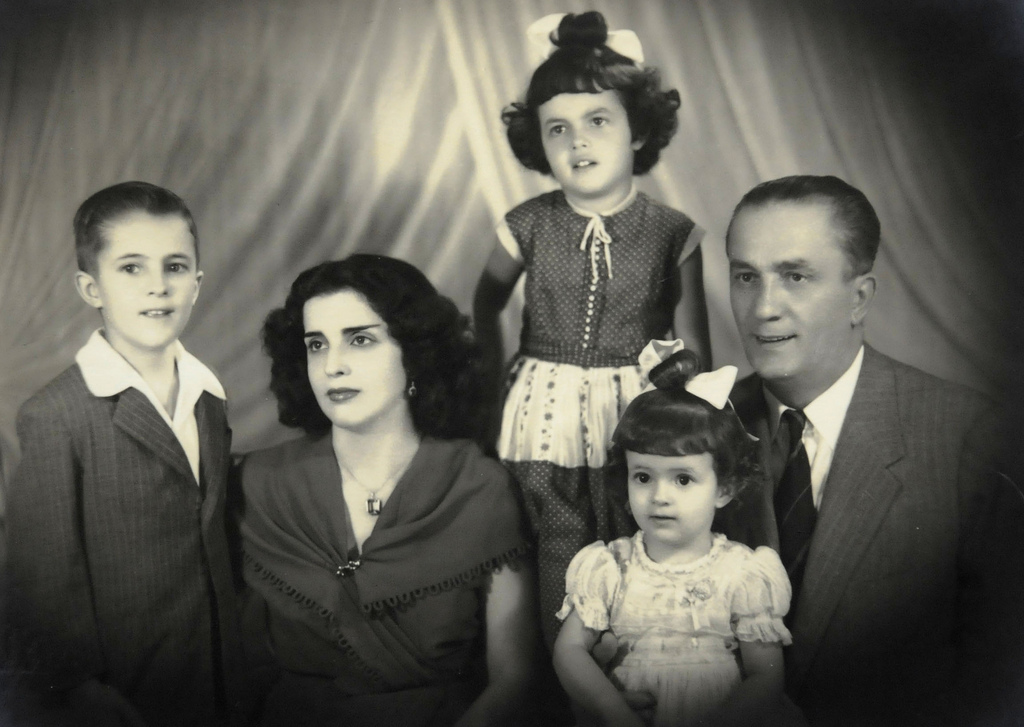
Dilma Roussef, împreună cu părinții, frații și sora sa. De la sânga spre dreapta: Igor (frate), Dilma Jane Silva (mama), Dilma Rousseff (copil), Zana Lúcia (soră), Pedro Rousseff (la origine, Petar Rusev, tatăl său).
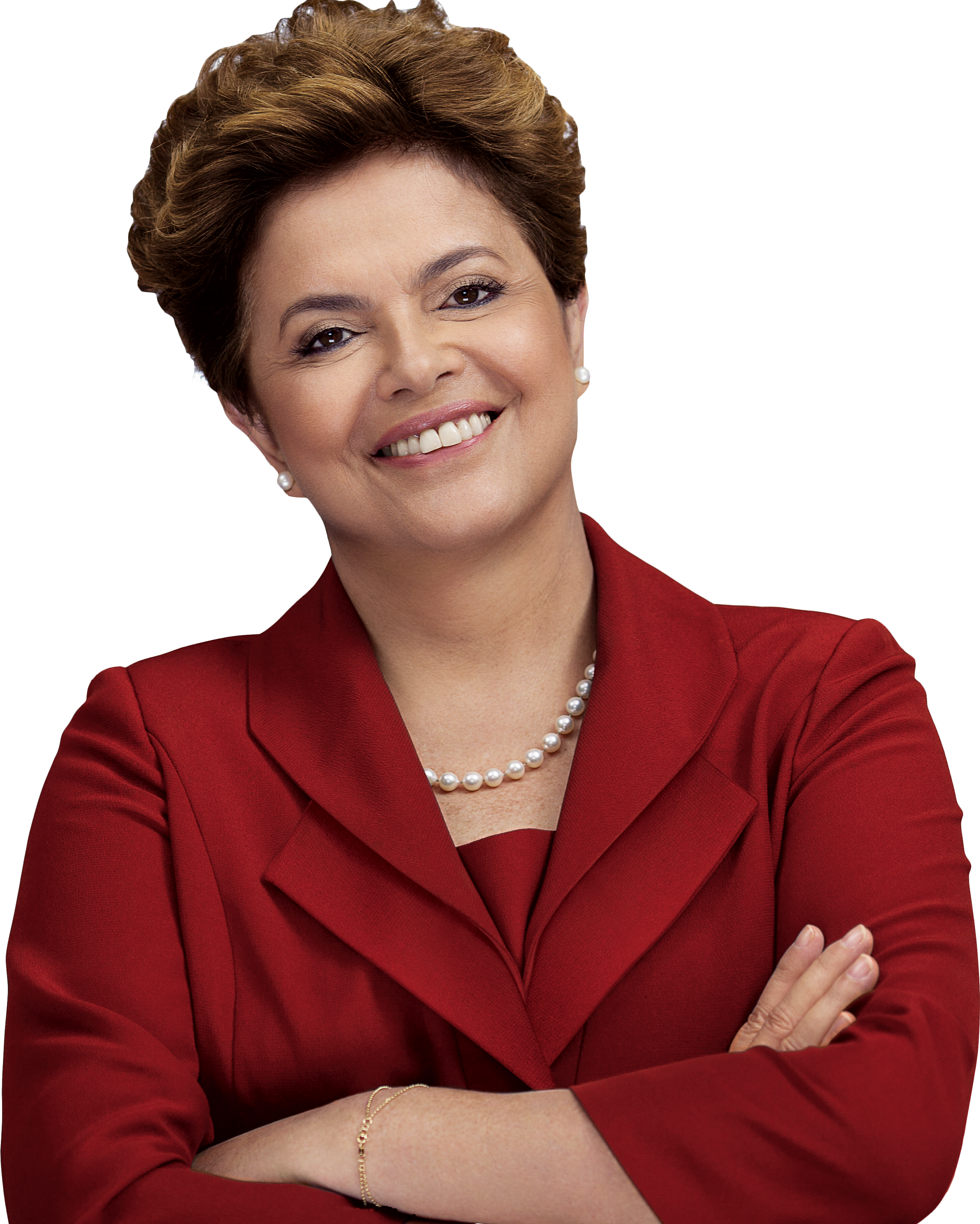
Dilma Rousseff, în 2010
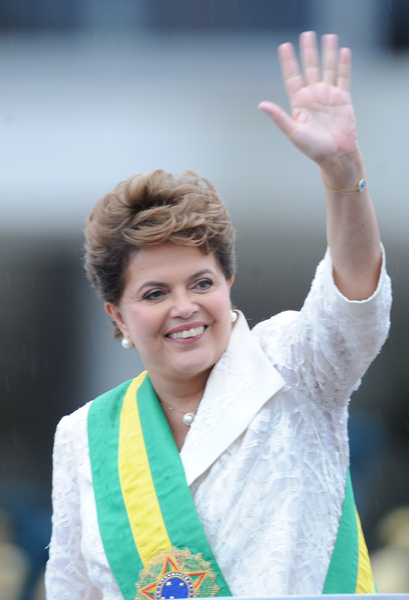
Dilma Rousseff, la investirea sa ca Președinte al Republicii Federative a Braziliei, la 1 Ianuarie 2011
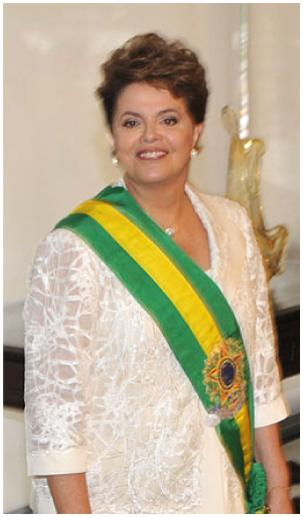
Portretul Dilmei Rousseff, 1 ianuarie 2011